# 石人山古墳
石人山古墳（せきじんさんこふん）は、福岡県八女郡広川町一條にある古墳。形状は前方後円墳。八女古墳群を構成する古墳の1つ。国の史跡に指定されている（史跡「八女古墳群」のうち）。
筑紫君磐井の祖父の墓と推定される。また、かつては筑紫君磐井の墓に比定されていた。

## 概要
- 墳丘長約107メートル[1]
- 前方部幅約63メートル・高さ約11メートル
- 後円部径約53メートル・高さ約12メートル

前方部2段、後円部3段の築成で、北側のくびれ部には造出が現存する。築造当初は周濠・周堤を有していたとみられ、現在でも前方部西側と後円部東側に周濠・周堤の一部が確認できる。
墳形や出土した須恵器の年代観から5世紀前半～中頃に築造されたと考えられ、岩戸山古墳の被葬者である筑紫君磐井の数世代前にあたり、磐井の祖父の墓ではないかとも考えられている。
当古墳は昭和13年（1938年）8月8日に国の史跡に指定された。昭和53年（1978年）3月24日付けで、史跡の追加指定・統合指定が行われ、指定名称が「八女古墳群」に変更された。

### 石棺

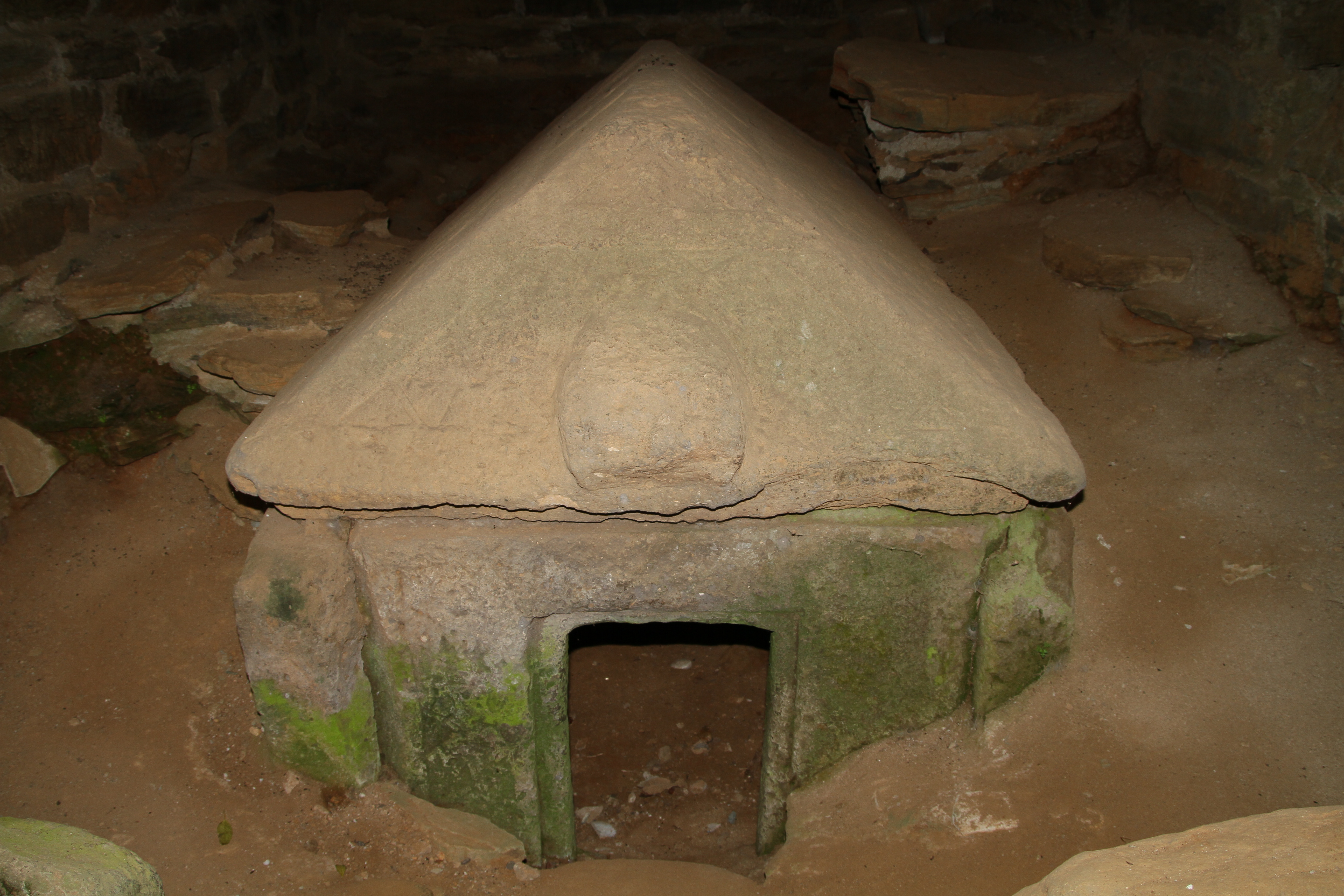
家型石棺

後円部中央には緑泥片岩の平石積みによる古式の横穴式石室があり、内部に横口式組合式家形石棺が安置されている。蓋は寄棟造で底辺長2.8メートル、妻側に縄掛突起が造り出されている。身は4枚の板石を組み合わせており、高さ1.4メートル・長さ2.3メートルである。石棺蓋には直弧文や重圏文が浮き彫りされ、さらに丹彩されているが、これは最古期の装飾古墳として重要である。石室は江戸時代に開口され天井部は失われているが、保護施設に覆われておりのぞき込むようにして見学できる。

### 石人

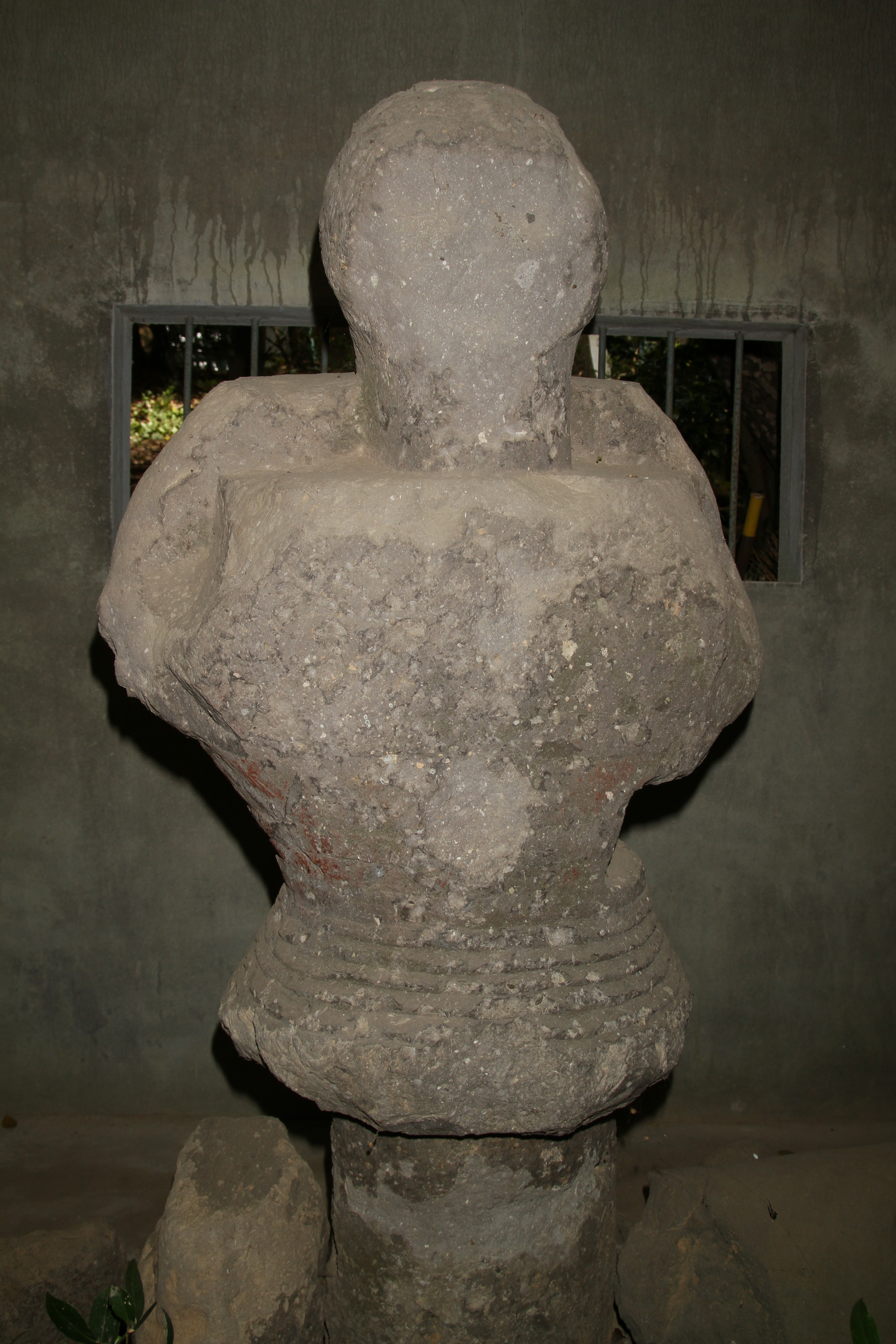
石人

石室前の石人社には、国の重要文化財で古墳の名前の由来でもある武装石人が一体、石室側に背を向けて安置されている。この石人は古くから知られ、江戸時代の古記録にも登場する。みやま市石神山古墳の武装石人と並んで南筑後地区最古期のものである。阿蘇溶結凝灰岩製で、高さ約1.8メートル、三角板短甲と草摺をつけ、左脇には石刀を帯びるための抉り込みが見られる。
現在顔は潰れ、上半身の模様は不鮮明になっているが、江戸時代の模写図には目・鼻・口が描かれ往時をしのぶことが出来る。このような姿になった理由は、手足や腰、肩などに痛みがある人が、石人の同じ所を打つとそれが治ると信じられ、打ったりなでたりされてきたためである。

## 文化財

### 国の史跡
- 石人山古墳（史跡「八女古墳群」のうち）
1938年（昭和13年）8月8日、「石人山古墳」として国の史跡に指定。
1978年（昭和53年）3月24日、既指定の史跡「岩戸山古墳」・「乗場古墳」・「石人山古墳」・「善蔵塚古墳」の4件を統合、丸山塚古墳・丸山古墳・茶臼塚古墳を追加指定して、「八女古墳群」に名称変更[6]。

## 交通アクセス
- JR九州鹿児島本線西牟田駅からタクシーで8分。
- 同羽犬塚駅から西鉄バス高良台経由西鉄久留米駅ゆきに乗車し「一条」下車徒歩15分(1.2km)。
- 九州自動車道広川インターチェンジから4.8㎞